# Anna Tryc-Bromley
Anna Tryc-Bromley (ur. 7 listopada 1972 w Waszyngtonie) – polska malarka i menedżerka kultury.

## Życiorys
Anna Tryc-Bromley ukończyła studia na Wydziale Grafiki Akademii Sztuk Pięknych w Warszawie, tworząc pracę dyplomową w pracowni projektowania graficznego Lecha Majewskiego (1997). Kształciła się także w zakresie malarstwa u Janusza Przybylskiego, a rysunku u Juliana Raczko.
Stypendystka Akademii Sztuk Pięknych Minerva w Groningen (1995), rządu włoskiego w Mediolanie (2002). Jej inspiracją artystyczną są podróże, zwłaszcza afrykańskie. Pracowała jako wolontariuszka w Fundacji Ochrony Gepardów (Cheetah Outreach) w Południowej Afryce (2001–2002). Współautorka książki „Zapach Afryki”. Jej obrazy były pokazywane na wystawach indywidualnych i zbiorowych.
Pracowała jako rzeczniczka Hewlett-Packard. W latach 2006–2011 zastępczyni dyrektora Instytutu Kultury Polskiej w Londynie. W 2012 rozpoczęła pracę na stanowisku ds. kulturalnych w Ambasadzie RP w Nowym Delhi. Od czerwca 2012 do sierpnia 2015 była dyrektorką Instytutu Polskiego w Nowym Delhi. W latach 2016–2018 dyrektorka ds. Komunikacji Muzeum Sztuki Nowoczesnej w Warszawie. Od 2018 nauczycielka w niepublicznym liceum w Warszawie Akademeia High School. 25 lipca 2025 została dyrektorką Instytutu Kultury Polskiej w Londynie.
Zna angielski oraz włoski.